# Euroregió Mosa-Rin

Mapa de l'euroregió Mosa-Rin amb la Regió d'Aquisgrà(vermell), la part meridional del Limburg neerlandès en blau, Limburg belga en verd clar, la Província de Lieja en verd i la Comunitat Germanòfona de Bèlgica en verd fosc

L'euroregió Mosa-Rin (neerlandès: Euregio Maas-Rijn, francès: Eurorégion Meuse-Rhin, alemany: Euregio Maas-Rhein, limburguès: Euregio Maas-Rien) és una Euroregió creada el 1976 i amb estatut jurídic establert el 1991. Té una extensió d'11.000 km² i al voltant de 3,9 milions d'habitants al voltant del corredor de les ciutats d'Aquisgrà-Maastricht-Hasselt-Lieja. La seu regional es troba a Eupen des de l'1 de gener de 2007. Dins d'un context més ampli, la regió forma part de l'anomenat corredor Banana Blava de la urbanització Europea.

## Components
- Província de Lieja
- Limburg belga
- Comunitat Germanòfona de Bèlgica
- La part meridional del Limburg neerlandès, del que el punt més septentrional és la ciutat de Roermond. També inclou la ciutat de Maastricht i la regió cooperativa de Parkstad Limburg al voltant de la ciutat de Heerlen
- La part occidental de la Regió de Colònia (Rin del Nord-Westfàlia) incloent la ciutat d'Aquisgrà, el Districte d'Aquisgrà, el Districte de Düren, el Districte d'Euskirchen i el Districte de Heinsberg, coneguts col·lectivament com a Regió d'Aquisgrà.

## Llengües
Les llengües oficials dels tres països involucrats en l'Euroregió són el neerlandès (a Bèlgica i als Països Baixos), el francès (a Bèlgica) i l'alemany (a Bèlgica i Alemanya). També s'hi parlen algunes llengües regionals com el limburguès (que és reconeguda com una llengua regional al Limburg neerlandès), el ripuarisch i el való. L'aspecte intra-cultural del limburguès i ripuarisch és que es parla a ambdós costats de la frontera. Tot i que el limburguès és només reconegut als Països Baixos també es parla al Limburg belga i a Rin del Nord-Westfàlia. El ripuarisch també es parla a ambdós costats de la frontera alemanya-neerlandesa, però amb la característica addicional de tenir la mateixa variant parlada a banda i banda de la frontera.

## Organització
L'òrgan suprem de l'Euroregió Mosa-Rin és el Comitè Director format per 20 membres, inclosos el Regierungspräsident del districte de Colònia per la regió d'Aquisgrà, el Comissari de la Reina pel Limburg neerlandès, el governador de la província del Limburg belga, el governador de la província de Lieja, el Ministre-President de la Comunitat Germanòfona de Bèlgica i tres representants polítics suplementaris per a cada regió membre. S'encarrega principalment de qüestions financeres i de programació. La presidència del comitè director dura tres anys de manera alternada entre les regions membres.
L'Euroregió Mosa-Rin també éstà dotada d'un Consell Euroregional format per dues cambres, instituït el 25 de gener de 1995. La primera cambra aplega 51 representants polítics regionals delegats per les regions participants en l'Euroregió. La segona cambra aplega 30 representants dels dominis socials i econòmics de les regions participants.
L'Euroregió Mosa-Rin és membre de l'Associació de Regions Frontereres Europees (ARFE).